# Cinta (nom)
Cinta és un nom català de dona derivat de la Mare de Déu de la Cinta, de Tortosa. La veneració d'aquesta Mare de Déu és molt arrelada a les Terres de l'Ebre, pel que és un nom força utilitzat en aquesta zona, molt més que a la resta del país. A Huelva també es fa servir, però en aquest cas degut a Nuestra Señora de la Cinta, també coneguda com a Virgen chiquita, patrona de la ciutat.